# Klämringskopplingar

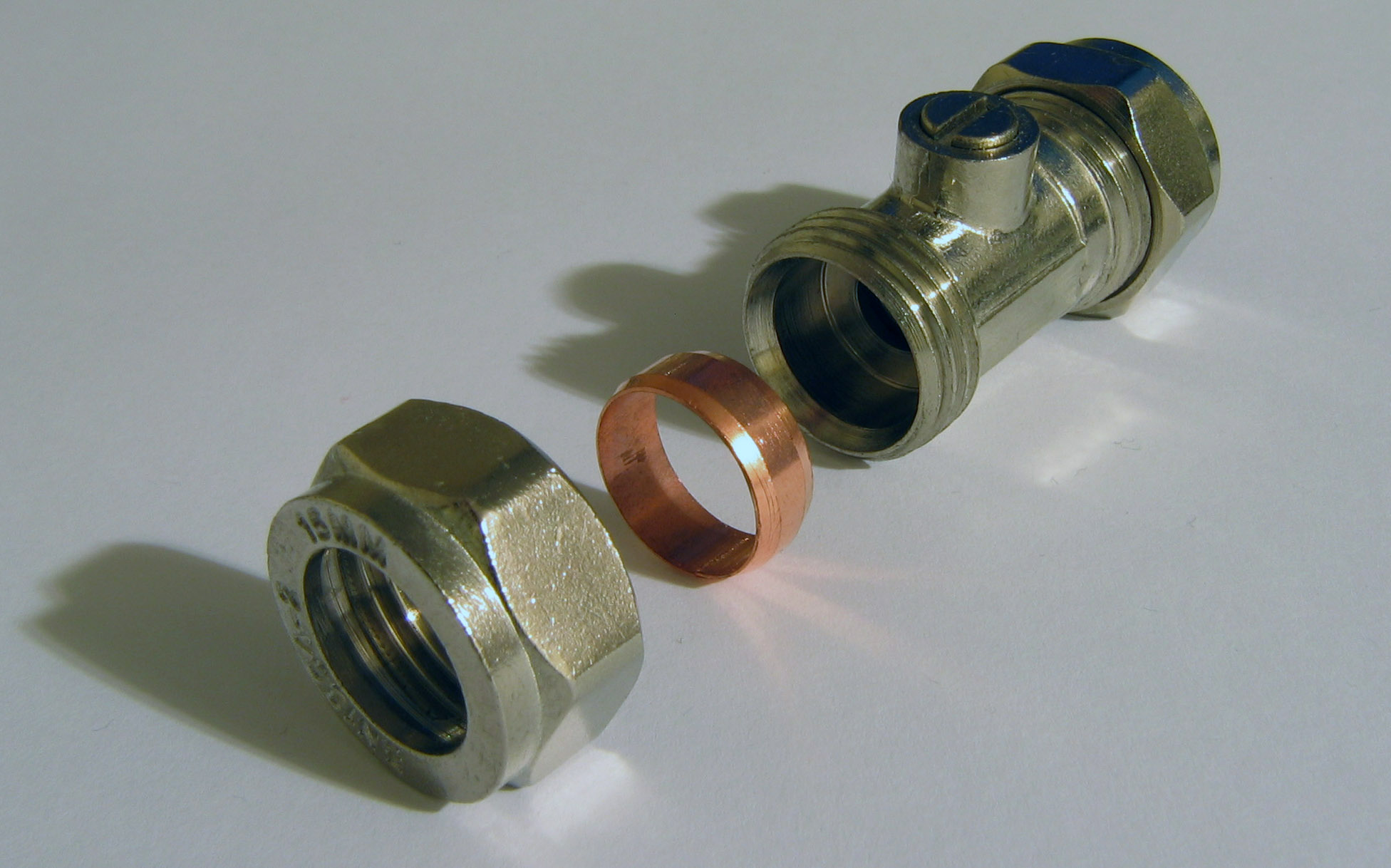
En klämringskoppling med en ventil.

Klämringskoppling används för att sammanfoga två rör. Klämringskopplingar är industriell standard för branscher inom kemi, olja, gas, bioteknik och halvledare. De används för att skapa läckfria fogar.
Då två rör av olika material skall kopplas samman måste man ta hänsyn till rörens material vid val av material för klämringskopplingen. Kopplingen används ofta för sammanfogning av rör för varm- och kallvatten med vattenkranar i hemmiljö, där lödning kan medföra brandrisk. De finns för flera olika rörtyper och dimensioner. En vanlig variant är den som ofta finns i offentliga utrymmen såsom toaletter, duschar m.fl. Klämringskopplingar får inte sammanfogas på platser som är oåtkomliga vid eventuellt vattenläckage.

## Funktion
För små storlekar består kopplingen av en yttre kompressionsmutter och en inre klämring, som typiskt är av mässing eller koppar. Klämringar varierar i utseende och material men är oftast formade som en ring med snedslipade kanter. För att fungera optimalt måste klämringen placeras på rätt sätt, detta betyder oftast att sidan med den största delen slipad yta skall vara vänd bort från muttern.
När mutterns skruvas åt komprimeras klämringen mellan muttern och kopplingshuset, kanterna av klämringen trycks fast mot röret och mitten av klämringen blir tryckt iväg från röret vilket innebär att klämringen blir tjockare. Detta resulterar i att klämringen tätar i håligheten mellan röret och kopplingshuset vilket skapar en tät sammanfogning.
Stora klämringskopplingar har inte bara en mutter för att komprimera klämringen utan istället en fläns med flera muttrar vilka skall skruvas åt jämnt för att skaffa en bra fog.